# 1901 en Ontario
Chronologie de l'Ontario
- 1897
- 1898
- 1899
- 1900
- 1901
- 1902
- 1903
- 1904
- 1905

Cette page concerne des événements d'actualité qui se sont produits durant l'année 1901 dans la province canadienne de l'Ontario.

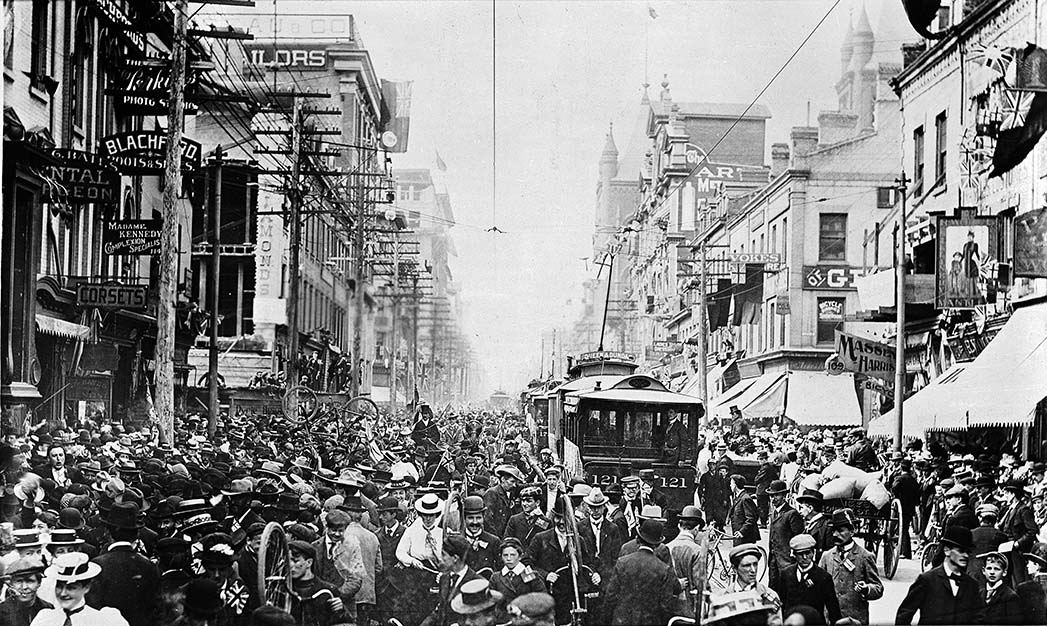
5 juin : Pretoria Day, Yonge Street Toronto, montrant le nord de King Street

## Politique
- Premier ministre : George William Ross (Parti libéral)
- Chef de l'Opposition: James Whitney (Parti conservateur).
- Lieutenant-gouverneur: Oliver Mowat
- Législature: 9e (en)

## Événements

### Mars
- 20 mars : le conservateur James Halliday (en) est réélu député fédéral de Bruce-Nord face au libéral James E. Campbell.

### Juillet
- 5 juillet : le député conservateur fédéral d'Addington John William Bell (en) est décédé en fonction dans sa ferme du comté de Camden à l'âge de 63 ans.

### Octobre
- 8 octobre : le député conservateur fédéral de York-Ouest Nathaniel Clarke Wallace (en) est décédé en fonction à l'âge de 57 ans.

## Naissances
- 14 janvier : Dana Porter (en), député provincial de Saint-Georges (1943-1958) († 13 mai 1967).
- 29 janvier : E. P. Taylor, homme d'affaires et éleveur de cheveux († 14 mai 1989).
- 2 mars : Aurèle Joliat, joueur de hockey sur glace († 2 juin 1986).
- 4 mars : Wilbur R. Franks, scientifique et inventeur († 4 janvier 1986).
- 6 mai : Donald Buchanan Blue, député fédéral de Bruce († 4 décembre 1974).
- 24 mai : Lionel Conacher, athlète dans plusieurs disciplines et député provincial de Bracondale (en) (1937-1943) et député fédéral de Trinity (1949-1954) († 26 mai 1954).
- 7 octobre : Frank Boucher, joueur et entraineur de hockey sur glace († 12 décembre 1977).

## Décès
- 2 mars : George Mercer Dawson, scientifique et expert (° 1er août 1849).
- 7 mai : George Edwin King, premier ministre du Nouveau-Brunswick (° 8 octobre 1839).
- 13 juin : Arthur Sturgis Hardy, 4e premier ministre de l'Ontario (° 14 décembre 1837).
- 5 juillet : John William Bell (en), député fédéral d'Addington (1882-1891, 1896-1901) (° 18 mars 1838).
- 24 juillet : George William Allan, 11e maire de Toronto (° 9 janvier 1822).
- 8 octobre : Nathaniel Clarke Wallace (en), député  fédéral de York-Ouest (1878-1901) (° 21 mai 1844).
- 25 octobre : Colin MacDougall, député fédéral d'Elgin-Est (1874-1878) (° 3 mars 1834).